# Барон Гленконнер

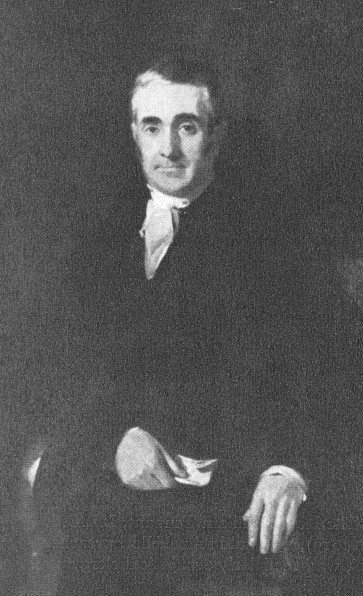
Предприниматель Чарльз Теннант (1768—1838), дед сэра Чарльза Теннанта, 1-го баронета (1823—1906)

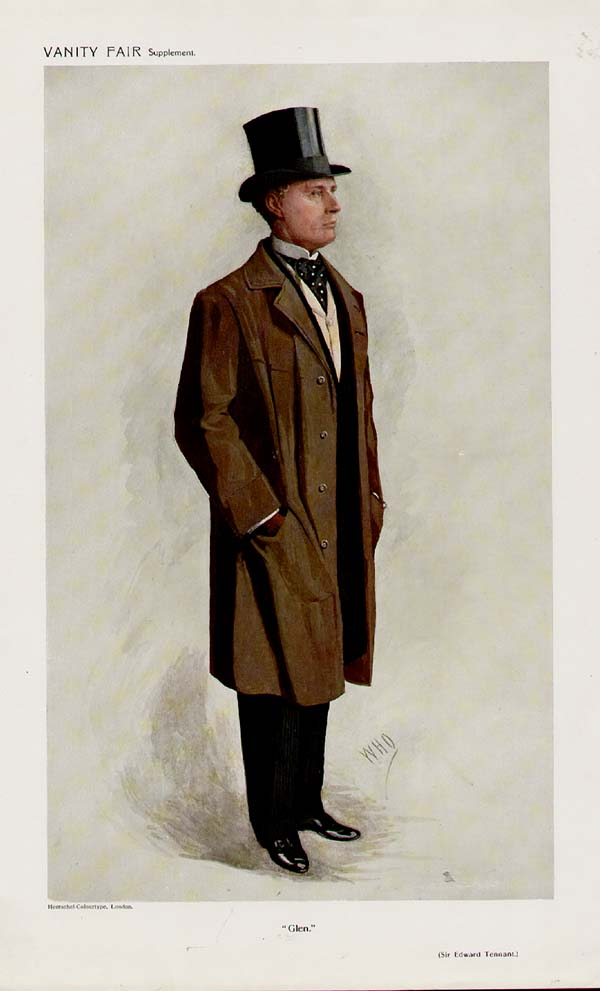
Эдвард Приоль Теннант, 1-й барон Гленконнер (1859—1920), Vanity Fair, 1910 год

Барон Гленконнер из Глена в графстве Пиблсшир — наследственный титул в системе Пэрства Соединённого королевства. Он был создан 3 апреля 1911 года для сэра Эдварда Теннанта, 2-го баронета (1859—1920), который ранее представлял Солсбери в палате общин от либеральной партии (1906—1910), а также служил в качестве лорда-лейтенанта Пиблсшира (1908—1920). Ему наследовал его второй сын, Кристофер Грей Теннант, 2-й барон Гленконнер (1899—1983). Преемником последнего стал его старший сын, Колин Кристофер Пэджет Теннант, 3-й барон Гленконнер (1926—2010), который купил остров Мюстик.
По состоянию на 2024 год носителем титула являлся внук третьего барона, Коди Чарльз Эдвард Теннант, 4-й барон Гленконнер (род. 1994), который стал самым молодым пэром Великобритании в августе 2010 года.
Титул баронета Теннанта из Глена и Сент-Роллокса (Баронетство Соединенного Королевства) был создан 17 июля 1885 года для Чарльза Теннанта (1823—1906), бизнесмена и либерального политика. Он заседал в Палате общин Великобритании от Глазго (1879—1880) и Пиблса и Селкирка (1880—1886). Чарльз Теннант был внуком химика и промышленника Чарльза Теннанта (1768—1838). Преемником 1-го баронета стал его четвёртый сын, вышеупомянутый сэр Эдвард Приоль Теннант, 2-й баронет (1859—1920), который был возведён в звание пэра в 1911 году.

## Баронеты Теннант из Глена и Сент-Роллокса (1885)
- 1885—1906: Сэр Чарльз Клоу Теннант, 1-й баронет (4 ноября 1823 — 4 июня 1906), сын Джона Теннанта из Сент-Роллокса (1796—1878)[1]
- 1906—1920: Сэр Эдвард Приоль Теннант, 2-й баронет (31 мая 1859 — 21 ноября 1920), четвёртый сын предыдущего, барон Гленконнер с 1911 года[2].

## Бароны Гленконнер (1911)
- 1911—1920: Эдвард Приоль Теннант, 1-й барон Гленконнер (31 мая 1859 — 21 ноября 1920), четвёртый сын сэра Чарльза Клоу Теннанта, 1-го баронета (1823—1906)[2];
  - Достопочтенный Эдвард Уиндем Теннант (1 июля 1897 — 22 сентября 1916), старший сын предыдущего, погиб в Первой мировой войне[3];
- 1920—1983: Кристофер Грей Теннант, 2-й барон Гленконнер (14 июня 1899 — 4 октября 1983), второй сын 1-го барона Гленконнера, младший брат предыдущего[4];
- 1983—2010: Колин Кристофер Паже Теннант, 3-й барон Гленконнер (1 декабря 1926 — 27 августа 2010), старший сын предыдущего от первого брака[5];
  - Достопочтенный Чарльз Эдвард Певенси Теннант (15 февраля 1957 — 19 октября 1996), старший сын предыдущего[6];
- 2010 — настоящее время: Коди Чарльз Эдвард Теннант, 4-й барон Гленконнер (род. 2 февраля 1994), единственный сын предыдущего, внук 3-го барона[7];
  - Наследник титула: Эуан Ловелл Теннант (род. 22 июля 1980), единственный сын достопочтенного Генри Ловелла Теннанта (1960—1990), внук 3-го барона, двоюродный брат предыдущего[8].

## Другие известные члены семьи Теннант
- Гарольд Джон «Джек» Теннант (1865—1935), либеральный политик, младший сын первого баронета. Депутат Палаты общин от Берикшира (1894—1918), парламентский секретарь торгового совета (1909—1911), финансовый секретарь военного министерства (1911—1912), заместитель военного министра (1912—1916) и министр по делам Шотландии (1916)[9]
- Марго (Эмма Элис Маргарет) Теннант (1864—1945), жена премьер-министра Великобритании Герберта Генри Асквита (1852—1928), дочь первого баронета от первого брака[10]
- Катарина Эллиот, баронесса Эллиот из Харвуда (1903—1994), Государственная служащая и политик, дочь первого баронета от его второго брака[11]
- Лейтенант Эдвард Уиндем Теннант (1897—1916), военный поэт, старший сын первого барона[3]
- Достопочтенный Стивен Джеймс Нейпир Теннант (1906—1987)[12] и достопочтенный Дэвид Пакс Теннант (1902—1968), младшие сыновья первого барона[13]
- Достопочтенная Эмма Кристина Теннант (род. 1937), британская писательница и редактор, дочь второго барона[14]
- Стелла Теннант (род. 1970), английская модель, дочь достопочтенного Тобиаса Уильяма Теннанта (род. 1941), младшего сына 2-го барона[15].